# Thea (Markenname)

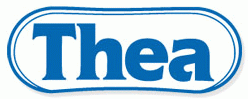

Thea ist eine österreichische Handelsmarke der Firma Unilever.
Mit dem Namen Thea wurde die erste Margarine, die von den Kunerolwerken in Wien-Atzgersdorf ab dem Jahr 1923 erzeugt wurde, bezeichnet. Der Markenname entstand auf Grund eines Preisausschreibens, das unter dem Motto 5 Millionen Kronen für ein Wort stand, wobei in der Erstausscheidung die fünf Namen Dida, Gritti, Maya, Marga und Tea und aus diesen in der Endausscheidung Thea aus Tea ermittelt wurde.
Dies geschah wohl auch, um einen Anklang an die höchste Qualitätsstufe (Güteklasse 1) von Butter in Österreich, die Teebutter (ursprünglich Theebutter) hervorzurufen. Ein Werbespruch aus Vorkriegstagen suggerierte: „Thea Milch-Margarine schmeckt wie feinste Teebutter.“
Die Erzeugung der Margarine musste während des Zweiten Weltkrieges eingestellt werden und konnte erst 1953 in der Nachkriegszeit, unter der sowjetischen Besatzung wieder aufgenommen werden.
Im Jahr 1957 wurde Thea durch die Margarine Rama, die ebenfalls von Unilever erzeugt wird, großteils verdrängt. Thea blieb aber vor allem die billigere Margarine in der Würfelform, die hauptsächlich zum Backen verwendet wurde.

## Thea-Kochbuch
Zusätzlich zur Margarine brachte es das Thea-Kochbuch zu einem großen Erfolg, das im Jahr 1958 erstmals herausgegeben wurde. Innerhalb von zwei Jahren wurden 280.000 Stück verkauft. Es war das der Beginn einer Serie, die alle zwei Jahre um einen weiteren Band erweitert wird. Ein Grund für die Beliebtheit ist die Verwendung der österreichischen Begriffe, die speziell in der Küchensprache von den in Norddeutschland üblichen Ausdrücken stark abweichen. Aber auch die Rezepte entsprechen den österreichischen Gepflogenheiten.
Eine Erweiterung des Serviceangebotes war auch die Einführung der telefonischen Thea-Kochberatung im Jahr 1960. Erstmals im Jahr 1996 präsentierte Thea das Internetportal Thea-Online, das mit Rezepten, Speisenplanern und anderen Serviceseiten einen solchen Beliebtheitsgrad erreicht hat, dass es bereits im Folgejahr 1997 für den Staatspreis für Werbung nominiert wurde.